# 趙德雍
廣陵康簡郡王趙德雍（968年後—1017年後），字仲達，祖籍涿郡（今河北省保定市清苑縣）人，宋朝宗室、魏悼王趙廷美的第四子。

## 生平
趙德雍早年跟隨父親趙廷美被徙置房陵，淳化年間，朝廷授他右驍衛將軍一職，後曾任右羽林將軍及右龍武將軍，也擔任過蔡州觀察使與受封咸寧郡公。
趙德雍死前的職位是天平軍節度觀察留後，去世後朝廷贈封宣德軍節度、同中書門下平章事，諡號康簡。明道年間，追封廣陵郡王。

## 家族

### 祖父母
- 趙弘殷，宋宣祖昭武皇帝
- 昭憲太后杜氏

### 父母
- 趙廷美，魏悼王
- 张氏，張令鐸女，封楚國夫人

### 子女
- 趙承睦，南康侯
- 趙承炳，原國公
- 趙承亮，樂平恭靜郡王
- 趙承操，安定侯
- 趙承亶，南陽郡公
- 趙承嗣，昌化侯